# Uringesten

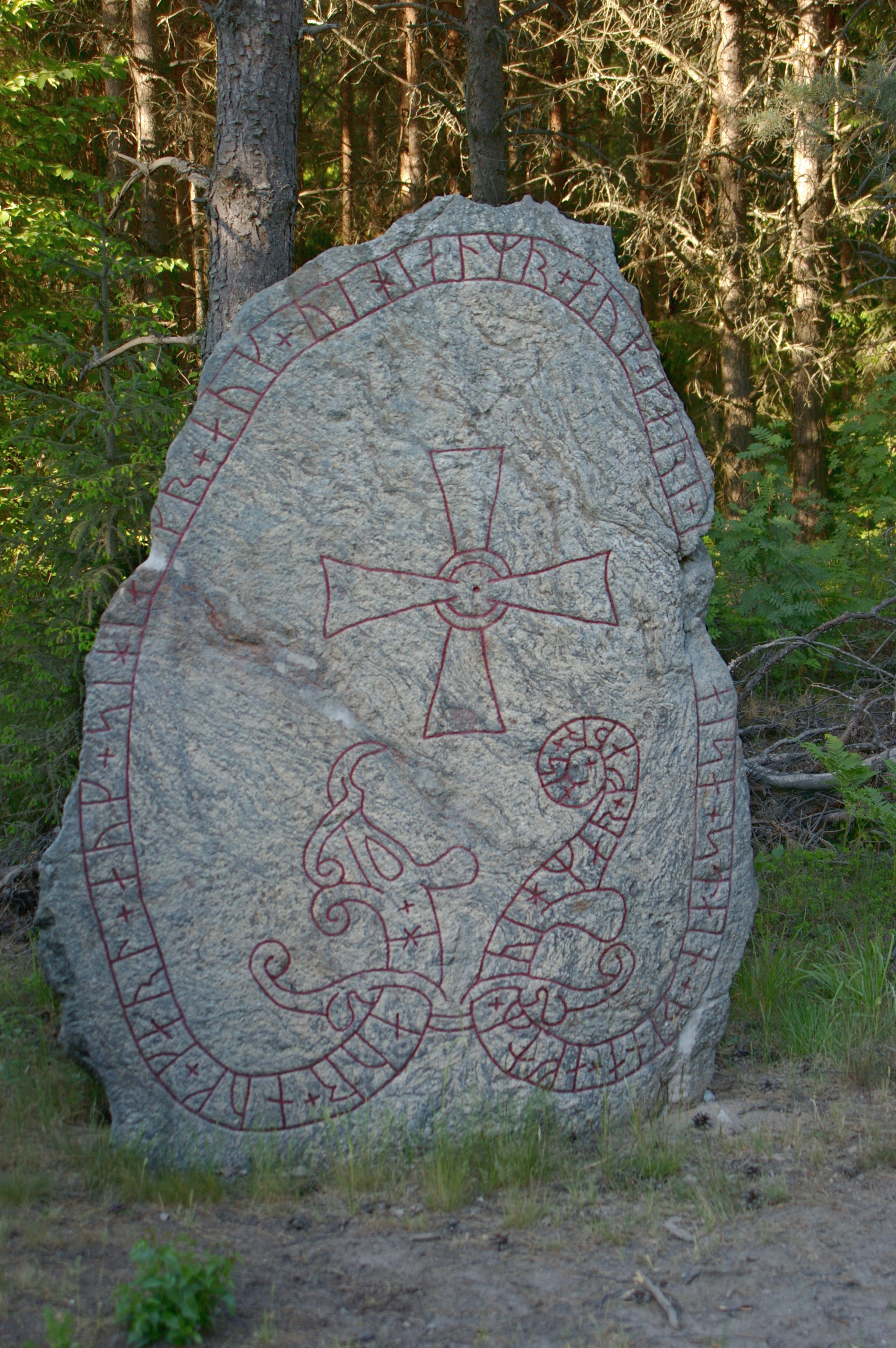
Uringesten

Der Uringesten (schwedisch für „Uringe-Stein“; Samnordisk runtextdatabas Sö 298) ist ein Runenstein, der am Länsväg 257, östlich von Uringe und südlich von Stockholm auf Södertörn in Södermanland in Schweden steht. Der seit dem 17. Jahrhundert bekannte Stein steht nahe der Grenze zwischen Botkyrka und Haninge.
Der Stein aus grauem Granit ist relativ intakt. Er ist etwa 2,3 m hoch, an der Basis 1,8 m breit und hat eine Dicke von 10–30 cm. Die Höhe der Runen liegt zwischen 12 und 15 cm. Dargestellt sind eine Schlange mit irischem Koppel und ein christliches Kreuz.
Der Stein wurde 1855 von Richard Dybeck (1811–1877) beschrieben und 1899 durch Erik Brate (1857–1924) bekannt gemacht.
Die dem Runenmeister Halvdan zugeschriebene Inschrift lautet: Håur und Karl und Sighjälm und Vihjälm und Kåre machten diesen Stein nach Vigmar, ihrem Vater.
In der Nähe steht der Runenstein von Södra Beteby und liegt die Felsritzung von Slagsta, die größte bronzezeitliche Ritzung in Stockholms län.